# 青梅マラソン
青梅マラソン（おうめマラソン）は、例年2月第3日曜日（1967年は3月第1日曜日、2007-2008年は2月第1日曜日）に、東京都青梅市（東青梅4丁目西交差点手前）をスタート地点に西多摩郡奥多摩町までの区間で開催されている市民マラソン大会である。主催は東京陸上競技協会・青梅市・報知新聞社などにより構成される青梅マラソン財団。ボストンマラソンと姉妹提携をしている。
なお、大会名の正式名称は第30回大会(1996年)までは「青梅報知マラソン大会」であったが、後の大会以後は「青梅マラソン大会」となった。
また、本大会が始まる以前の1955年 - 1960年に、読売新聞社主催の「読売全国マラソン」の青梅大会（フルマラソン）が開催されており、こちらについても当時「青梅マラソン」という名称が併用されていた（詳細は後述）。

## 概要
第1回は1967年3月5日に開かれた。1964年東京オリンピックの銅メダリスト円谷幸吉が参加したことから、キャッチコピーを「円谷選手と走ろう」としていた。当時、一般市民が参加可能なマラソンレースは日本国内にはなく、著名なアスリートと一緒にレースに参加できる大規模な大会として有名になり、今日に渡って全国から参加者が集まる市民マラソン大会となった。2006年までは2月第3日曜日の開催で親しまれたイベントであったが、2007年と2008年では同日に東京マラソンが開催されることになったため、2月第1日曜日に日程が前倒しされた。2009年は、東京マラソンの日程変更に伴い従来の開催日である2月の第3日曜日、2月15日に開催された。2010年以降は、従来通りの2月第3日曜日に開催されている。
30キロの部と10キロの部を合わせて1万9000人が参加し、沿道には約5万人が観戦している。オリンピックや箱根駅伝、国際レースで活躍するアスリートが出場することから、沿道からたくさんの声援を送られる。また、市民ランナーにも暖かい声援が30kmコース全域で聞こえることから、アットホームな市民マラソンレースとして有名である。また、多摩ケーブルネットワークで中継されている。
1991年の第25回大会では大会イメージソング「春呼ぶ祭典（まつり）」が作られ、歌手の三田りょうが歌っている。以後、開会式ではこの曲が演奏されている。また、1991年の第25回大会から公式マスコット「おうめくん」が一般公募で誕生した。
2001年にシドニー五輪女子マラソンの金メダルを獲得した高橋尚子、2004年に野口みずき がレースに参加し、共に女子の部（30 km）で優勝した。野口は同年のアテネ五輪に出場し金メダルを獲得した。
間寛平がロードランナーとしての第一歩を踏み出したのは、この大会だと言われている（番組の企画で挑戦）。
WA/AIMS（国際マラソン・ディスタンスレース協会）公認の国際大会である。2008年にはIAAFによるロードレースラベリングのシルバーラベル大会に認定されている。しかし、青梅マラソンは最長距離のレースで30km（フルマラソンの距離は42.195 km）のため、国際的には「マラソン」ではない。
制限時間は、2011年の第45回大会から、30kmの部は4時間、10kmの部は1時間20分となっている。
地元青梅には俊足の義賊、裏宿七兵衛の伝承があり、ゆかりの地も多く、健脚にあやかろうと参拝に訪れるランナーも少なくない。
エントリーは、大手コンビニエンスストア・ローソンが運営する専用ページから行う。事前にローソンサイトでの会員登録が必要。
1996年・2008年・2014年の過去3回、東京地方の大雪の為に開催が中止になった。代替開催日を設けていない為、大会が順延されることはない。
2020年には、新型コロナウイルス感染拡大の影響でハイタッチを自粛となった。2021年・2022年は大会を中止（回数には含まれない）、代替イベントとして青梅ロードレースバーチャルが行われた（後述）。
2023年は3年ぶりの大会開催。但し、レース出場にあたっては事前に体調管理のアプリでチェックを行う必要がある。

## 種目・コース
参加種目は、30 km（男女満18歳以上）及び10km（高校男子・壮年男子40歳以上年代別・高校女子・一般女子・壮年女子40歳以上年代別）である。1万5000人の参加者が走る30kmのコースは、青梅市の「東青梅四西」交差点手前を起点に奥多摩街道、旧青梅街道、国道411号線に沿って奥多摩方面に15km進む、標高差85.8mで起伏のある折り返しコースである。ただし、第1回～4回大会（1967～1970年）のみ、コースが青梅街道を箱根ヶ崎方面に向かい、折り返すコースであった。このコースでは、途中八高線の踏切をまたぐ形になり、当時、本数が少なかったとは言え、八高線の運転間隔以上にランナーのタイム差が出てしまい、踏切でランナーの渋滞を誘発する結果となった。そのため、第5回大会からコースを現行のものに変更し、それ以降スタート・ゴール地点の若干の修正はあるもほぼコースは変更されていない。現行コースでは青梅線と沿う形で進んでいるが、コースを横断する踏切は存在していない。
なお、この青梅マラソンについては、「マラソン」と称しながら距離が30kmしかないという理由で日本陸連からは「マラソンという大会名はふさわしくない」という声も上がっている。しかし、参加した高橋尚子は完走して優勝した後、「アップダウンが激しいのでフルマラソンと同じ消耗度です」とのコメントをしている。
1981年に瀬古利彦（ヱスビー食品）がオープン参加で30kmを1時間29分32秒で走破したが、2019年にチェボティビン・エゼキエル（サンベルクス）が1時間29分06秒の大会新記録で更新した。
当日は、小・中学生を対象としたジュニアロードレースも行われる(小学4～6年生:1.5km、中学生:3.0km)。

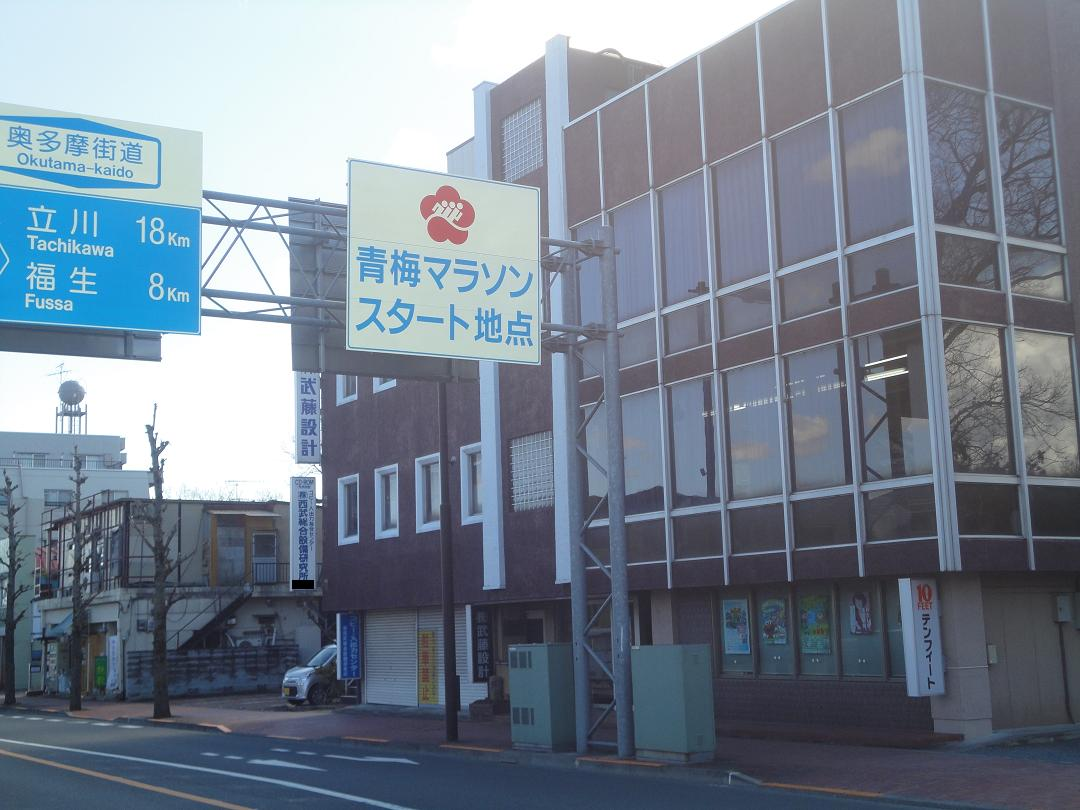
スタート地点。画像手前側が往路、奥側が復路の進行方向。大会当日、建物の左側にスターターの号砲台が建てられる。
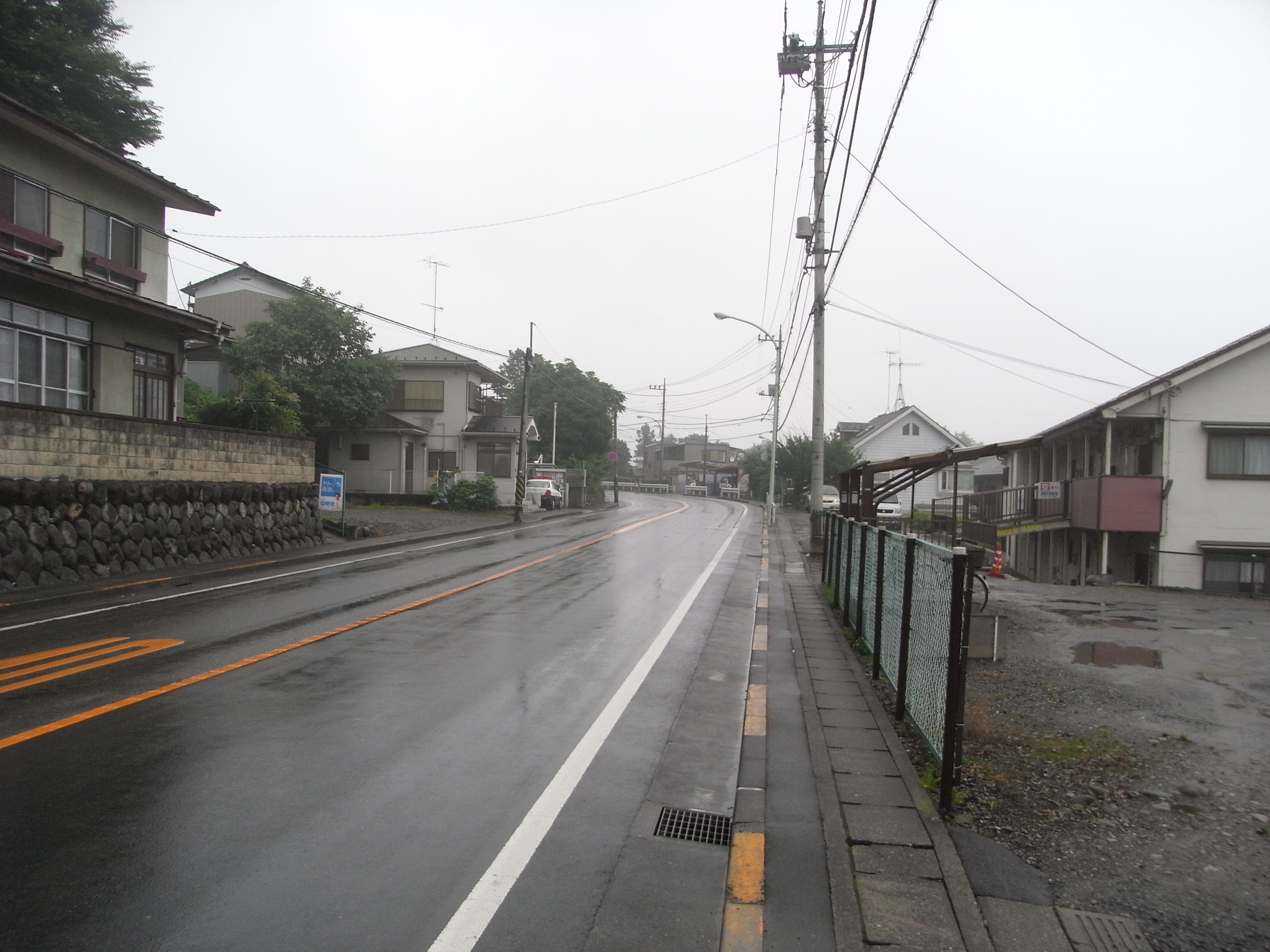
10キロの部の折り返し地点(宮ノ平駅付近)。画像奥側がスタート地点のある方面。
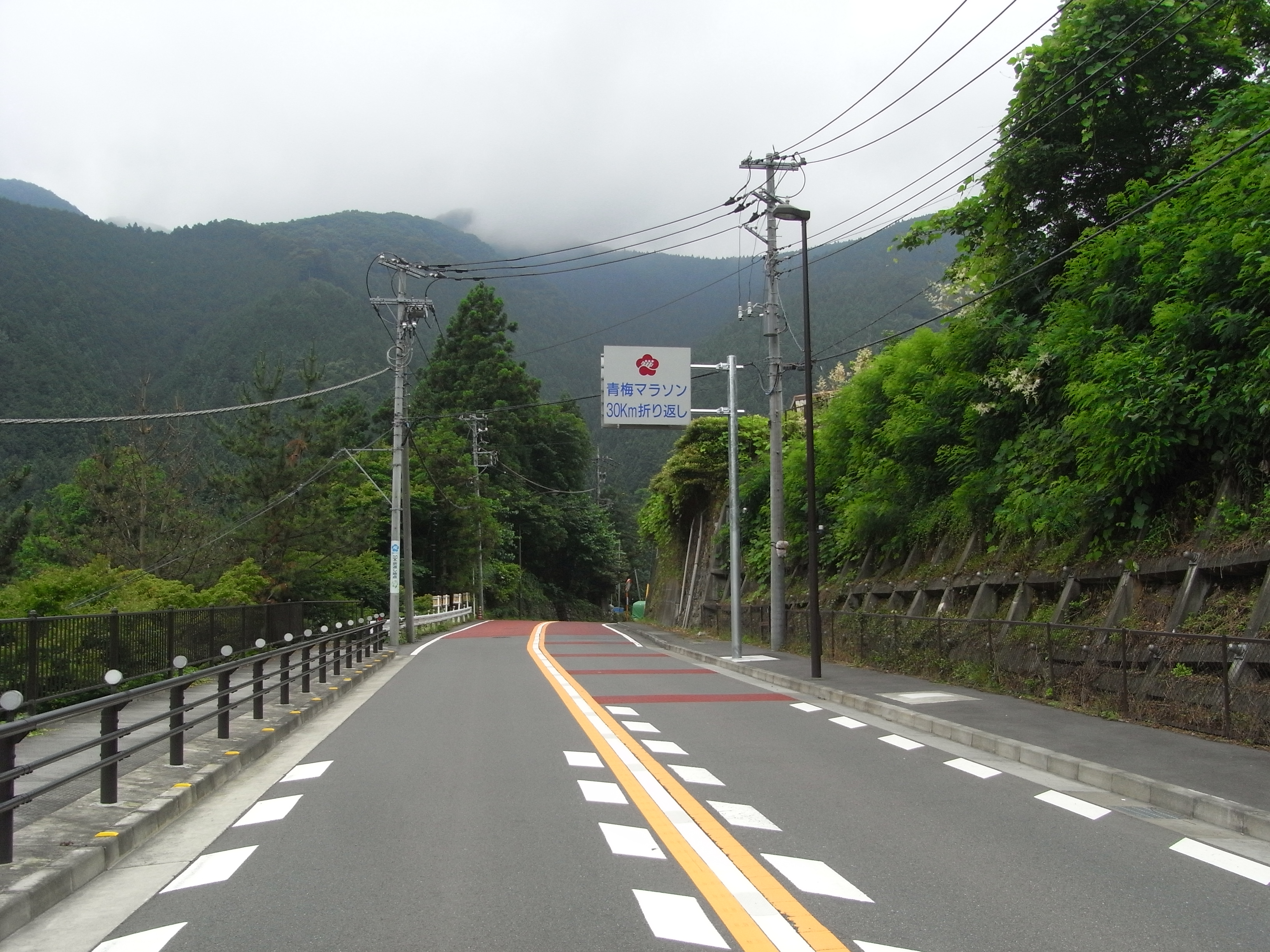
30キロの部の折り返し地点(川井駅付近)。画像手前側がスタート地点のある方面。奥側は奥多摩方面。折り返し地点は坂になっている。
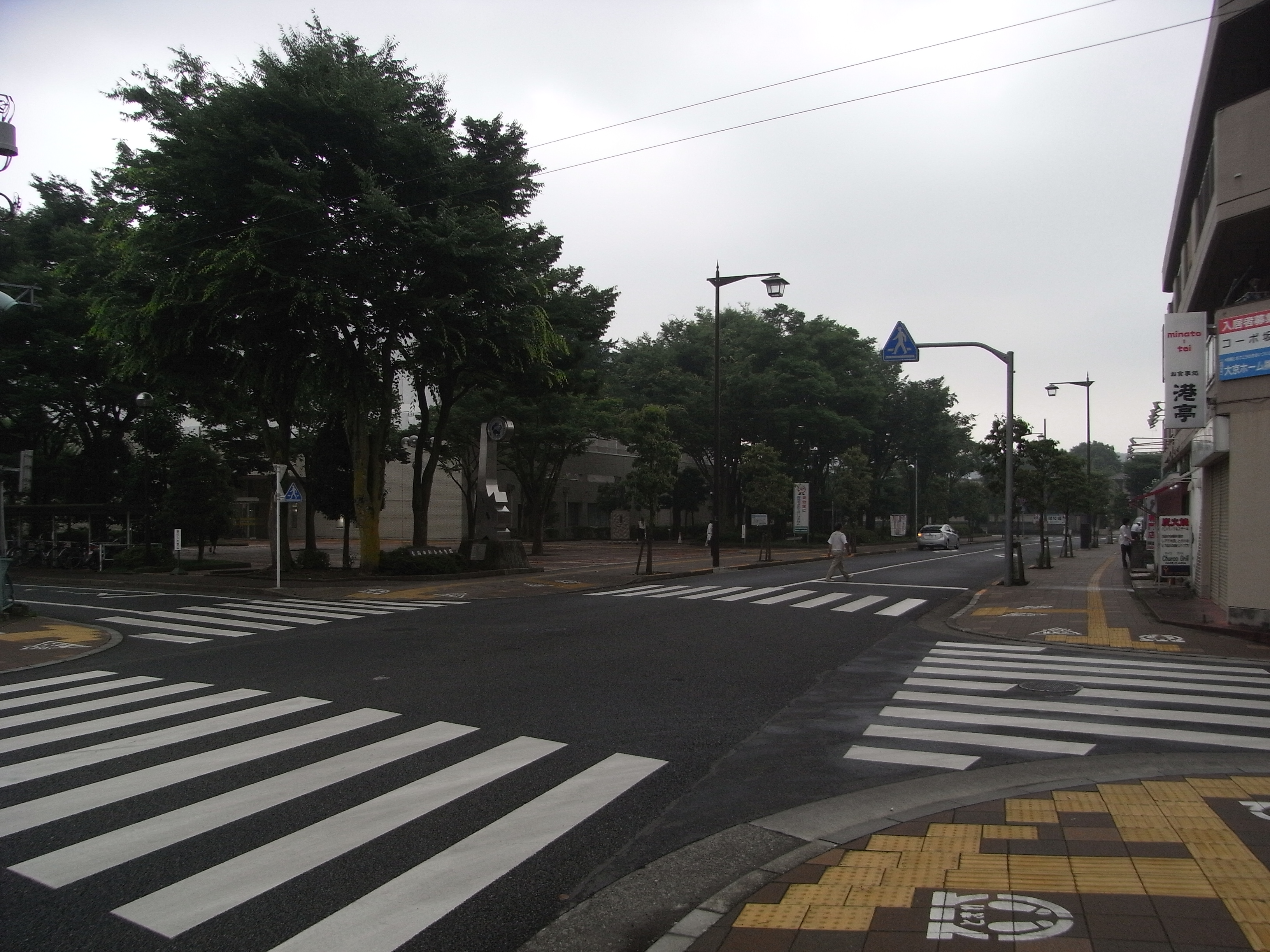
開催時、30キロの部のフィニッシュラインになる青梅市総合体育館(住友金属鉱山アリーナ青梅)脇の交差点。

## スターター
近年のスターターは、各界の著名人が務めており、青梅マラソンのイベントの一つにもなっている。
- 2002〜2004年 - 長嶋茂雄（巨人軍終身名誉監督）
- 2005年 - 瀬古利彦（男子マラソン元日本記録保持者）
- 2006年 - 高橋尚子（シドニーオリンピック女子マラソン金メダリスト）
- 2007年 - 石原慎太郎（東京都知事）
- 2008年（大雪のため中止） - 瀬古利彦（男子マラソン元日本記録保持者）
- 2009年 - 朝原宣治（北京オリンピック陸上男子400mリレー銀メダリスト）
- 2010年 - 杉山愛（元プロテニスプレーヤー）
- 2011年 - 竹内俊夫（青梅市長、自身も10kmレースに参加。当初は白鵬翔（大相撲横綱）が予定されていたが、大相撲八百長不祥事のため辞退）
- 2012年 - 吉田沙保里（女子レスリング2大会連続金メダリスト（当時））
- 2013年 - 松田丈志（北京・ロンドン五輪競泳200mバタフライ銅メダリスト）
- 2014年（大雪のため中止） - 吉田沙保里（女子レスリング3大会連続金メダリスト）
- 2015年 - 田中理恵（ロンドン五輪体操女子日本代表）
- 2016年 - 10キロの部：高橋尚子（シドニーオリンピック女子マラソン金メダリスト） / 30キロの部：瀬古利彦（男子マラソン元日本記録保持者）
- 2017年 - 高橋尚子（シドニーオリンピック女子マラソン金メダリスト）
- 2018年 - 三宅宏実（ウェイトリフティング女子48キロ級で12年ロンドン五輪銀メダル、16年リオ五輪銅メダル）
- 2019年 - 野口みずき（2004年アテネオリンピック女子マラソン金メダリスト）
- 2020年 - 澤穂希（元サッカー日本女子代表）
- 2021年・2022年（新型コロナウイルス感染拡大のため中止）
- 2023年 - 高橋尚子（シドニーオリンピック女子マラソン金メダリスト）
- 2024年 - 原辰徳（読売ジャイアンツ元監督・特別顧問）
- 2025年 - 高橋大輔（2010年バンクーバーオリンピックフィギュアスケート銅メダリスト）

## 歴代優勝者
| 回数   | 施行日            | 男子                       | 男子                   | 男子               | 女子                   | 女子                         | 女子               |
| 回数   | 施行日            | 優勝者                     | 所属（当時）または国籍 | 記録               | 優勝者                 | 所属（当時）または国籍       | 記録               |
| ------ | ----------------- | -------------------------- | ---------------------- | ------------------ | ---------------------- | ---------------------------- | ------------------ |
| 第1回  | 1967年3月5日      | 若松軍蔵                   | 東急                   | 1時間36分14秒      |                        |                              |                    |
| 第2回  | 1968年2月25日     | 宇井光男                   | 中央大学               | 1時間31分33秒      |                        |                              |                    |
| 第3回  | 1969年2月23日     | 田中隆之                   | 日本電気三田           | 1時間34分37秒      |                        |                              |                    |
| 第4回  | 1970年2月22日     | 宇佐美彰朗                 | 桜門陸友会             | 1時間32分50秒      |                        |                              |                    |
| 第5回  | 1971年2月21日     | 米重操                     | リッカー               | 1時間33分33秒      |                        |                              |                    |
| 第6回  | 1972年2月20日     | 原嘉則                     | 小西六                 | 1時間35分45秒      |                        |                              |                    |
| 第7回  | 1973年2月18日     | 高見健二                   | 小西六                 | 1時間35分54秒      |                        |                              |                    |
| 第8回  | 1974年2月17日     | 原嘉則                     | 小西六                 | 1時間32分25秒      |                        |                              |                    |
| 第9回  | 1975年2月16日     | 沖田文勝                   | リッカー               | 1時間34分36秒      |                        |                              |                    |
| 第10回 | 1976年2月15日     | ビル・ロジャース           | アメリカ               | 1時間33分07秒      |                        |                              |                    |
| 第11回 | 1977年2月20日     | 味沢善郎                   | 小西六                 | 1時間34分36秒      |                        |                              |                    |
| 第12回 | 1978年2月19日     | 鈴木三男                   | 日本電気府中           | 1時間33分41秒      |                        |                              |                    |
| 第13回 | 1979年2月18日     | 高尾信昭                   | 鐘紡                   | 1時間33分57秒      |                        |                              |                    |
| 第14回 | 1980年2月17日     | ランデイ・トーマス         | アメリカ               | 1時間30分44秒      | 久保田宏子             | 横浜中央走友会               | 2時間06分26秒      |
| 第15回 | 1981年2月15日     | ゲラルド・ネイブール       | オランダ               | 1時間32分34秒      | バテイ・カタラノ       | アメリカ                     | 1時間44分25秒      |
| 第16回 | 1982年2月21日     | カーク・ペファー           | アメリカ               | 1時間31分20秒      | 久保田宏子             | 横浜中央走友会               | 2時間00分03秒      |
| 第17回 | 1983年2月20日     | グレッグ・マイヤー         | アメリカ               | 1時間31分05秒      | 倉橋尚巳               | 佐倉高                       | 1時間52分11秒      |
| 第18回 | 1984年2月19日     | 村越忍                     | 福岡大学               | 1時間33分00秒      | レディナ・ジョイス     | アイルランド                 | 1時間45分58秒      |
| 第19回 | 1985年2月17日     | 伊藤国光                   | 鐘紡                   | 1時間30分58秒      | デビー・ミューラー     | アメリカ                     | 1時間49分06秒      |
| 第20回 | 1986年2月16日     | 伊藤国光                   | 鐘紡                   | 1時間31分41秒      | カロリン・ルーカス     | オランダ                     | 1時間53分18秒      |
| 第21回 | 1987年2月15日     | 喜多秀喜                   | 神戸製鋼               | 1時間31分14秒      | アイリーン・クローガス | アメリカ                     | 1時間50分24秒      |
| 第22回 | 1988年2月21日     | 中村孝生                   | ヱスビー食品           | 1時間30分52秒      | 藤井美砂子             | コニカ                       | 1時間56分59秒      |
| 第23回 | 1989年2月19日     | 池田克美                   | 早稲田大学             | 1時間33分04秒      | 藤井美砂子             | コニカ                       | 1時間53分55秒      |
| 第24回 | 1990年2月18日     | 矢野功                     | NTT中国                | 1時間33分02秒      | 広沢玲子               | IHI瑞穂                      | 1時間58分24秒      |
| 第25回 | 1991年2月17日     | 大胡満慎                   | 筑波大学               | 1時間32分04秒      | 谷川真理               | 資生堂                       | 1時間46分49秒      |
| 第26回 | 1992年2月16日     | 熊谷勝仁                   | ダイエー               | 1時間31分54秒      | 篠塚栄子               | フジタ                       | 1時間52分50秒      |
| 第27回 | 1993年2月21日     | 平塚潤                     | ヱスビー食品           | 1時間30分57秒      | 野村洋子               | 資生堂                       | 1時間48分21秒      |
| 第28回 | 1994年2月20日     | 渡辺康幸                   | 早稲田大学             | 1時間31分22秒      | 浅井えり子             | NEC-HE                       | 1時間44分52秒      |
| 第29回 | 1995年2月19日     | 大川久之                   | 山陽特殊製鋼           | 1時間30分49秒      | 小松ゆかり             | 天満屋                       | 1時間45分36秒      |
| 第30回 | （1996年2月18日） | （大雪のため中止）         | （大雪のため中止）     | （大雪のため中止） | （大雪のため中止）     | （大雪のため中止）           | （大雪のため中止） |
| 第31回 | 1997年2月16日     | 早田俊幸                   | 鐘紡                   | 1時間30分57秒      | 杉原光子               | NEC                          | 1時間46分35秒      |
| 第32回 | 1998年2月15日     | グレッグ・ファンヘスト     | オランダ               | 1時間32分22秒      | 寺内多恵子             | 資生堂                       | 1時間46分37秒      |
| 第33回 | 1999年2月21日     | 倉林俊彰                   | YKK                    | 1時間31分54秒      | 小尾麻美               | リクルート                   | 1時間45分00秒      |
| 第34回 | 2000年2月20日     | 松宮隆行                   | コニカ                 | 1時間31分18秒      | 甲斐智子               | 京セラ                       | 1時間47分43秒      |
| 第35回 | 2001年2月18日     | 小椋誠                     | NTT西日本              | 1時間31分37秒      | 高橋尚子               | 積水化学                     | 1時間41分57秒      |
| 第36回 | 2002年2月17日     | 森勇気                     | コマツ電子金属         | 1時間31分16秒      | 小松ゆかり             | サニックス                   | 1時間45分16秒      |
| 第37回 | 2003年2月16日     | 実井謙二郎                 | 日清食品               | 1時間33分23秒      | 横山朋枝               | エスアイアイ                 | 1時間44分36秒      |
| 第38回 | 2004年2月15日     | 佐藤信介                   | 富士通                 | 1時間33分17秒      | 野口みずき             | グローバリー                 | 1時間39分09秒      |
| 第39回 | 2005年2月20日     | 沖野剛久                   | 中国電力               | 1時間31分37秒      | 奥永美香               | 九電工                       | 1時間46分11秒      |
| 第40回 | 2006年2月19日     | 太田崇                     | コニカミノルタ         | 1時間30分48秒      | 衣苗苗                 | 中国                         | 1時間45分22秒      |
| 第41回 | 2007年2月4日      | 田中宏樹                   | 中国電力               | 1時間32分12秒      | 藤川亜希               | 資生堂                       | 1時間47分40秒      |
| 第42回 | （2008年2月3日）  | （大雪のため中止）         | （大雪のため中止）     | （大雪のため中止） | （大雪のため中止）     | （大雪のため中止）           | （大雪のため中止） |
| 第43回 | 2009年2月15日     | 黒崎拓克                   | コニカミノルタ         | 1時間32分50秒      | 横山朋枝               | TOTO                         | 1時間47分01秒      |
| 第44回 | 2010年2月21日     | 太田崇                     | コニカミノルタ         | 1時間31分54秒      | マーラ・ヤマウチ       | イギリス                     | 1時間43分24秒      |
| 第45回 | 2011年2月20日     | ジェイソン・レムクール     | アメリカ               | 1時間32分08秒      | 大南博美               | ユティック                   | 1時間46分27秒      |
| 第46回 | 2012年2月19日     | 田村英晃                   | JR東日本               | 1時間33分26秒      | 加藤麻美               | パナソニック                 | 1時間43分55秒      |
| 第47回 | 2013年2月17日     | 伊藤正樹                   | コニカミノルタ         | 1時間30分21秒      | 加藤麻美               | パナソニック                 | 1時間44分23秒      |
| 第48回 | （2014年2月16日） | （大雪のため中止）         | （大雪のため中止）     | （大雪のため中止） | （大雪のため中止）     | （大雪のため中止）           | （大雪のため中止） |
| 第49回 | 2015年2月15日     | 長谷川清勝                 | JR東日本               | 1時間33分6秒       | 天児芽実               | キヤノンアスリートクラブ九州 | 1時間46分52秒      |
| 第50回 | 2016年2月21日     | 押川裕貴                   | トヨタ九州             | 1時間31分37秒      | 下門美春               | しまむら                     | 1時間43分55秒      |
| 第51回 | 2017年2月19日     | チェボティビン・エゼキエル | ケニア                 | 1時間30分49秒      | 宇都宮亜未             | キヤノンアスリートクラブ九州 | 1時間46分24秒      |
| 第52回 | 2018年2月18日     | 岡本直己                   | 中国電力               | 1時間33分09秒      | 芦麻生                 | 九電工                       | 1時間44分14秒      |
| 第53回 | 2019年2月17日     | チェボティビン・エゼキエル | サンベルクス           | 1時間29分6秒       | 吉田香織               | TEAM R×L                     | 1時間44分28秒      |
| 第54回 | 2020年2月16日     | 田口雅也                   | ホンダ                 | 1時間30分45秒      | 前田穂南               | 天満屋                       | 1時間38分35秒      |
| 第55回 | 2023年2月19日     | 名取燎太                   | コニカミノルタ         | 1時間31分57秒      | 福居紗希               | 三井住友海上                 | 1時間44分48秒      |
| 第56回 | 2024年2月18日     | 赤﨑暁                     | 九電工                 | 1時間29分46秒      | 一山麻緒               | 資生堂                       | 1時間45分21秒      |
| 第57回 | 2025年2月16日     | 荒生実慧                   | NDソフト               | 1時間30分50秒      | 清水萌                 | 三井住友海上                 | 1時間45分32秒      |

## テレビ放送
多摩ケーブルネットワーク製作で同放送のサービスエリアでのコミュニティーチャンネルで放映される他、2010年まではGAORAを通して全国にも放映されていた。

## 青梅マラソンをテーマにした楽曲
『走れ青い風』
- 作詞：宮沢章二 作曲：小山章三
  - 青梅マラソンならびに四季折々の青梅市の名所などを歌った『あおうめ青梅』『多摩の夏』『御岳山ごくろうさん』『青梅街道しぐれ歌』『走れ青い風－青梅マラソン讃歌－』の5部構成の組曲となっている。
  - 初演は1985年7月14日に青梅市民会館ホールの第8回定期演奏会にて行われた[5]。

『春呼ぶ祭典（まつり）』
- 作詞：和泉陸郎 作曲：遠藤三雄 編曲：鈴木英明 歌：三田りょう[6]
  - 第25回記念大会以後、青梅マラソンの開会式で演奏されている（前述）。
  - 歌詞に「青梅報知マラソン」が含まれているが、大会名が「青梅マラソン」になって以降も変更されていない[7]。

## 関連行事
- 青梅マラソンコースを歩く会 / 青梅マラソンコースと梅の里を歩く会（2017年より）
一般社団法人青梅市体育協会主催のイベントで、参加資格については年齢・性別は問わない（小学生以下は保護者同伴）。昭和56年以降、毎年3月頃に開催。青梅マラソンで走るコースをかち歩き大会の形式で歩いてゴールを目指す（青梅マラソンと異なり交通規制がないため、歩道を歩く形式になる）。実際のマラソンコースとは異なり、30kmの折り返し地点より2km先の奥多摩町立古里小学校のグラウンドをスタート地点に、青梅市総合体育館まで片道17kmのコースを歩く。2017年（第37回）からは青梅市梅郷の梅の公園が2014年頃のウメ輪紋ウイルスの流行によりウメが全て伐採されたため、公園の梅林の再生を願ってコースを御嶽駅付近の御岳運動広場からマラソンコースの一部及び吉野梅郷を経由する12kmのルートとし、大会名を「青梅マラソンコースと梅の里を歩く会」に変更した[8]。2020～22年（第40～42回）の大会は青梅マラソン同様、新型コロナウイルスの影響で中止となった。
2023年（第43回）の大会からは青梅市役所からスタート、梅の公園をゴール地点とした7kmのコースに変更になった[9]。
- 青梅ロードレースバーチャル
新型コロナウイルスの影響で開催中止となった青梅マラソンに代わって2021年・2022年に実施されたロードレース大会。2月の中旬から末にかけて、青梅マラソンのコースを走る形式となっていた。参加種目は30km、15km、5kmペアの中から選ぶことができ、インターネットでの申し込みが可能。1回のタイムを専用のアプリで計測する。

## 読売全国マラソン (1955年 - 1960年）他
読売新聞が主催していた「読売全国マラソン」（42.195kmのフルマラソン）について、第3回（1955年）から第8回（1960年）まで、青梅市役所を発着点とするコースで「青梅大会」として開催された。これについては読売新聞の報道で「青梅マラソン」と記載した例があり、読売全国マラソンとしての回数と併記する形で「（兼）第×回青梅マラソン」と記載されたこともあった。
1955年開始時のコースは立川市までを往復するもので、初回時にはコースは（日本陸上競技連盟から）「未公認」となっていた。その後公認されたかどうかは不明である。1960年に後述する1959年の日本陸上競技選手権大会マラソンと同じ八王子市追分折り返しコースに変更された。だが、八王子コースの開催はこの1回のみで、1961年に栃木県宇都宮市に会場が変更され、青梅での開催は6回で終了した。
※「回数」は読売全国マラソンとしての回数。
| 回数  | 施行日        | 優勝者   | 所属（当時）   | 記録          | 備考                               |
| 第3回 | 1955年2月6日  | 馬場英則 | 日本大学       | 2時間29分40秒 | 立川市折り返し（当時は未公認）     |
| 第4回 | 1956年3月18日 | 山田敬蔵 | 同和鉱業       | 2時間29分45秒 |                                    |
| 第5回 | 1957年2月23日 | 内川義高 | 日本大学       | 2時間30分28秒 |                                    |
| 第6回 | 1958年2月2日  | 中野輝雄 | 東洋大学OB     | 2時間35分05秒 |                                    |
| 第7回 | 1959年3月15日 | 馬場英則 | 東洋ベアリング | 2時間32分34秒 |                                    |
| 第8回 | 1960年3月27日 | 栗本修也 | 専修大学       | 2時間37分09秒 | 八王子市追分折り返しコースに変更。 |

このほか、1959年7月30日には、日本陸上競技選手権大会のマラソン競技が青梅市役所から八王子市追分折り返しの「新設コース」で実施され、これも読売新聞では「青梅マラソン」と称された。このレースには47人が出場したが、猛暑のため途中棄権が相次ぎ、完走者は21人にとどまった。優勝は越川泰男（日本体育大学）で、記録は2時間43分59秒だった。